# Aethes spartinana
Aethes spartinana es una especie de polilla del género Aethes, categorizada en la tribu Cochylini, de la subfamilia Tortricinae.

## Distribución
Se distribuye por Estados Unidos.

## Taxonomía
Fue descrita por Barnes & McDunnough en 1916 y publicada en (Phalonia), Can. Ent. 48: 144.